# Legge di Fitts
In ergonomia la Legge di Fitts rappresenta il modello matematico di un movimento umano. La Legge di Fitts calcola il tempo impiegato per muoversi rapidamente da un punto iniziale a un'area con una determinata estensione. 
La legge esprime il tempo in funzione della distanza tra punto iniziale e obiettivo finale, correlato all'estensione dell'area considerata.
Il modello è usato per lo studio del puntamento e dell'interazione fra uomo e macchina, nel mondo reale, ma soprattutto nei computer per la progettazione di interfacce grafiche. 
Fu pubblicata per la prima volta da Paul Fitts nel 1954.

## Il modello
Matematicamente, la Legge di Fitts è stata formulata in modi differenti. Un modo abbastanza comune è la formulazione di Shannon, proposta da Scott MacKenzie e così nominata a causa della somiglianza col teorema di Shannon-Hartley per i movimenti lungo una singola dimensione:
{\displaystyle T=a+b\log _{2}\left({\frac {D}{W}}+1\right)}
dove
- T è il tempo medio impiegato per concludere il movimento (tradizionalmente i ricercatori hanno usato il simbolo MT, intendendo movement time, tempo di moto);
- a e b sono costanti empiriche;
- D è la distanza dal punto iniziale al centro dell'area (tradizionalmente i ricercatori hanno usato il simbolo A, intendendo amplitude, ampiezza);
- W è la larghezza dell'obiettivo lungo la dimensione del movimento.

Dall'equazione vediamo un'alternanza di accuratezza della velocità associata al puntamento, per la quale gli obiettivi che sono più piccoli e/o più lontani richiedono maggiori tempi per essere raggiunti.

## Successo e implicazioni della Legge di Fitts
La Legge di Fitts è inaspettatamente un modello di successo, molto ben studiato. Gli esperimenti che portano ai risultati di Fitts, e/o che dimostrano l'applicabilità della legge in differenti situazioni, non sono difficili da riprodurre.